# Llibre de les Profecies

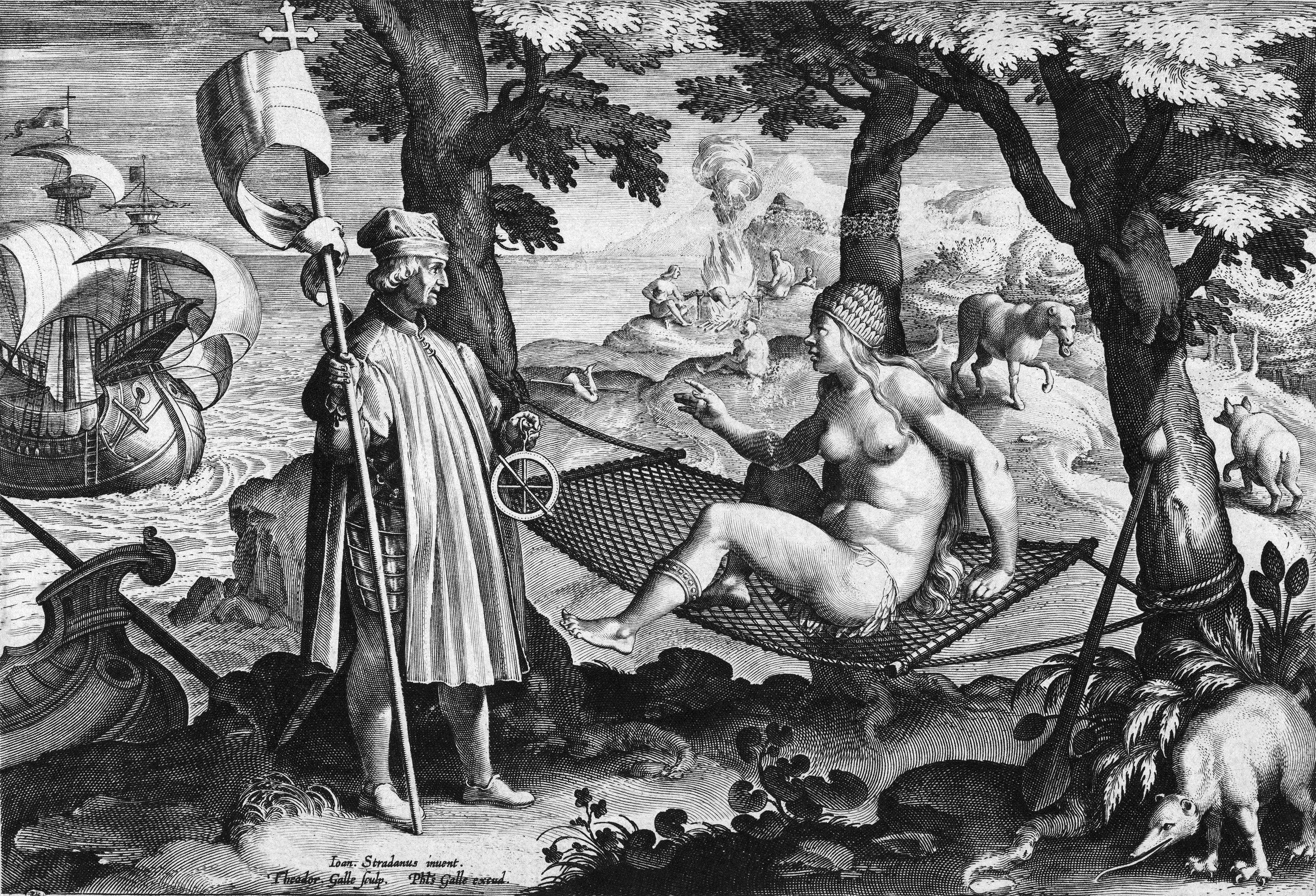
Al·legoria del descobriment d'Amèrica

El Llibre de les profecies és un manuscrit de l'obra de Cristòfor Colom que interpreta la grandiositat del descobriment d'Amèrica a la vista dels profetes de l'Antic Testament i d'altres escrits escatològics justificant una futura croada per a conquerir Jerusalem. El llibre fou escrit en castellà i llatí i actualment l'original es troba a la Biblioteca Colombina de la catedral de Sevilla. Colom posà el seu fill Ferran a copiar aquest llibre, per trametre'n còpies als reis catòlics, a diversos reis europeus i al papa.

## Descripció
Començà a escriure aquesta obra l'any 1502, ajudat en part pel seu gran amic el monjo cartoixà fra Gaspar de Gorricio, mentre esperava l'ordre que li permetés emprendre el seu quart viatge (del 9 de maig del 1502 al 7 novembre del 1504). Va haver d'acabar-la el 1504 després de concloure aquest viatge, al qual al·ludeix al foli 59. L'obra està composta de 84 fulls, dels quals en falten 14, està escrita en castellà, excepte les cites bíbliques de la Vulgata i dels pares de l'Església que ho són en llatí, i una breu anotació en italià que es troba al foli 58. El títol exacte de l'obra, com consta al foli 1, és: Llibre o col·lecció de auctoritats, dites, sentències i profecies de la recuperació de la sancta ciutat i de la muntanya de Déu, Sió, i sobre la invenció i conversió de les illes de l'Índia i de tots els pobles i nacions, als nostres reis hispans; al marge esquerre superior del foli 1 s'anota: «Profecies que va ajuntar l'almirall Cristòfor Colom de la recuperació de la sa. ciutat de Hierusalem i del descobriment de les Índies, dirigides als reis catòlics.» Referent als folis desapareguts, al foli 77 hi ha una nota, afegida per un bibliotecari, que diu: mal feu qui furtà d'aquí aquests fulls, perquè era el millor de les profecies d'aquest llibre.
El Llibre de les profecies no és una obra desenvolupada; més aviat es tracta d'una col·lecció aclaparadora de cites, fonamentalment bíbliques, inconnexes entre si i sense comentar. Només el títol de l'obra i la inclusió d'unes cartes de Colom dirigides a fra Gaspar de Gorricio, al setembre del 1501 (juntament amb la resposta d'aquest, de març del 1502), i als reis Catòlics (el 1501), ajuden a comprendre el sentit global de l'obra.
Després d'aquestes cartes i una sèrie de cites bíbliques i patrístiques, l'obra es divideix en tres capítols:
- De perterito (des del foli 30 fins al foli 53).
- De pressentia et de futuro (des del foli 54 fins al foli 62, falten els folis 63, 64, 65 i 66).
- De futuro (des del foli 67, tallat per la meitat, fins al 83).

En el text, Colom interpreta que el seu descobriment i els futurs viatges estan associats a dos objectius: l'evangelització de les Índies i la recuperació per a la cristiandat de Jerusalem, finançada amb l'or i riqueses extretes de les noves terres descobertes. Aquests objectius són interpretats per Colom en clau apocalíptica, ja que el seu compliment precedeix la fi dels temps i la nova vinguda del Senyor. Colom s'identificarà amb diferents figures bíbliques com l'enviat o missatger de Déu que descobreix les Índies, les dona a conèixer i les evangelitza.
L'exegesi colombina és en gran manera deutora de l'exegesi medieval, de la qual pren fonamentalment la interpretació de l'Escriptura, i la visió per la qual tots els esdeveniments de la humanitat estan compresos i profetitzats en la Bíblia. Ajudat per fra Gaspar de Gorricio, recull els elements que més li convenen de l'exegesi bíblica del seu temps per tal d'interpretar el descobriment del nou món com un esdeveniment preconitzat en l'Escriptura.

## Fragments

### Carta als reis
Un dels fragments del llibre més citats pels historiadors és la carta de Colom als reis, en què esmenta els seus dots i en què diu:
| «                                                                    | de molt petita edat vaig entrar a la mar navegant i ho he continuant fent fins avui. El mateix art inclina a qui el segueix a desitjar saber els secrets d'aquest món. Tot el que fins avui es navega ho he caminat jo. Tracte i conversació he tingut amb gent sàvia, eclesiàstics i seglars, llatins i grecs, jueus i moros, i amb molts d'altres. En la marineria em va fer Nostre Senyor abundós, d'astrologia em donà el que abastava i així de geometria i aritmètica, i enginy en l'ànima i les mans per dibuixar l'esfera, i en ella ciutats, rius i muntanyes, illes i ports, tot al seu propi lloc. | » |
| — Cristòfor Colom, Carta del almyrante al rey y a la rreyna (foli 4) | |   |

### L'eclipsi del 1494
Un altre fragment destacat és el referent a l'eclipsi de lluna a l'illa de Jamaica, en què diu (castellà):
| «                                                       | El año de 1494, estando yo en la ysla Saona, que es al cabo oriental de la ysla Española, obo eclipsis de la luna a 14 de setiembre, y se falló que había diferençia de alí al cabo de San Viçente en Portugal çinco oras y más de media. Juebes, 29 de febrero de 1504, estando yo en las Yndias en la ysla de Janahica en el poerto que se diz de Santa Gloria, que es casi en el medio de la ysla, de la par-te septentrional, obo eclipsis de la luna, y porque el comienço fué primero que el sol se pusiese, non pude notar salvo el término de quando la luna acabó de bolver en su claridad, y esto fué muy certificado dos oras y me-dia pasadas de la noche çinco ampolletas muy çiertas. La diferençia del medio de la ysla de Janahica en las Yndias con la ysla de Cális en España es siete oras y quynze minutos; de manera que en Cális se puso el sol primero que en Janahica con siete oras y quinze minutos de ora. Vide almanach. En el poerto de Santa Gloria en Janahica se alça el polo diez & ocho grados, estando las Guardas en el braço. | » |
| — Cristòfor Colom, De pressentia et de futuro (foli 59) | |   |